# Nintendo Platform Technology Development
Nintendo Platform Technology Development, abgekürzt Nintendo PTD, ist eine Abteilung des japanischen Videospielkonzerns Nintendo. Sie ist zuständig für die Entwicklung von neuer Hardware, neuer Betriebssysteme und von Netzwerk. Die Abteilung war somit auch für die Entwicklung der Nintendo Switch verantwortlich.
Sie entstand im September 2015 aus der Fusion der Nintendo Integrated Research & Development (IRD) und Nintendo System Development (SDD).

## Geschichte
Nach dem Tod von Satoru Iwata ersetzte Tatsumi Kimishima diesen als Übergangspräsidenten von Nintendo. Seine Aufgabe war die Umstrukturierung der Führungsetage von Nintendo.  Am 14. September 2015 veröffentlichte Nintendo ein Dokument, welches die Personalwechsel durch die Zusammenlegung von Nintendo Integrated Research & Development, kurz IRD, und Nintendo System Development, kurz SDD, bekanntgab. Diese Fusion fand am 16. September 2015, gleichzeitig mit der Fusion von Nintendo EAD und SPD zu Nintendo EPD statt.
Nintendo EPD war verantwortlich für die Entwicklung der Nintendo Switch. Dabei wurden sie unter anderem von HAL Laboratory unterstützt. Im Zuge dessen waren sie unter anderem auch für die Entwicklung der Joy-Con zuständig, die sie in Absprache mit Software-Entwicklern entwickelten.
Als Abteilungsleiter fungiert Ko Shiota, der vorherige Stellvertretende Leiter von Nintendo IRD, als dessen Stellvertreter fungiert Takeshi Shimada. Shiota untersteht Genyo Takeda der das Amt des „Technology Fellow“ (dt. etwa Technischer Berater) ausfüllt.